# Меерсон, Ольга Анатольевна
Ольга Анатольевна Меерсон (англ. Olga Meerson, урождённая Шнитке; род. 3 июля 1959, Москва) — американский литературовед-славист.

## Биография
Родилась в семье архитекторов Анатолия Викторовича Шнитке (17.08.1917 — 24.03.1986) и Флоры Львовны Шнитке (урождённой Циперович; 1926—2008). Двоюродная сестра композитора Альфреда Шнитке. Выросла в Москве. В 1974 году с родителями эмигрировала в Израиль, где в 1977 году закончила среднюю школу при Еврейском университете в Иерусалиме. В 1977 году вышла замуж за Михаила Меерсона. С мужем переехала в США. В 1978 году мужа рукоположили в священника. До 1995 года служила регентом в храме Христа Спасителя в Нью-Йорке, где священствует её супруг.
В 1984 году получила степень бакалавра гуманитарных наук в Хантер-колледже в Нью-Йорке, в 1986 году получила степень магистра, а в 1991 году степень доктора философии по русской литературе в Колумбийском университете.
С 1995 года профессор русской литературы Джорджтаунского университета.
Преподает по-английски и по-русски широкий спектр курсов, в том числе: устное общение; семинар по русской поэзии для старших курсов: текст и контекст; Развитие русского национального сознания через русские философские произведения; Разработка рассказа (на русском языке); Русская культура и цивилизация; Русский язык на первом, втором и третьем курсах; Продвинутая русская грамматика; русско-английский и англо-русский перевод для носителей русского языка и (отдельный курс) для носителей английского языка; Интенсивное чтение для исследований; Понимание советских СМИ; Введение в русскую литературу (на русском языке); Обзор русской литературы (на английском языке); Толстой и Достоевский (на английском языке); Толстой и Достоевский (на русском языке); Обзор русской драматургии (на английском языке); Обзор русской драматургии (на русском языке); Обзоры 19 и 20 веков. Русская литература (на английском языке); Семинар «Русская поэзия XX века» (на русском языке); Религия как подтекст (на русском языке); и (учебники): «Богослужебное время в поэзии Пушкина, Лермонтова и Мандельштама»; Время и вид в библейском иврите в книге Бытия; Культурный контекст и текстовые проблемы во «Владычном суде» Николая Лескова; «Шинель» Гоголя; «Преступление и наказание» Достоевского и «Братья Карамазовы»; «Петербург» Андрея Белого; «Чевенгур» Андрея Платонова; «Москва-Петушки» Венедикта Ерофеева (она же «Москва до конца строки»); Архитектурная образность Осипа Мандельштама как экклезиологическая модель в поэзии; ЭТА Гофман и Петербург Белого; «Душенька» Богдановича: Апулей в России; Литературная цитата в «Поколении П.» Виктора Пелевина и «Христианство в агонии» у Достоевского и Унамуно.

## Список научных трудов

### Книги
- Ольга Меерсон. Апокалипсис в быту: Поэтика неостранения у Андрея Платонова. — М.: Гранат, 2016.
- Ольга Меерсон. Персонализм как поэтика: мир художественной литературы глазами его обитателей / Персонализм как поэтика. Литературный мир глазами его обитателей. — СПб.: Пушкинский дом, 2009.
- Andrey Platonov, Robert and Elizabeth Chandler. The Foundation Pit. / Trans.: Olga Meerson. — New York: New York Review Books, 2009.
- Ольга Меерсон. Свободная вещь: поэтика неостранения у Андрея Платонова. Окленд, Калифорния: Публикации по славистике. — Беркли, 1997. — Переиздано: Новосибирск: Наука, 2000.
- Olga Meerson. Dostoevsky’s Taboos. — Dresden: Dresden University Press/ The Harriman Institute Series, Columbia U, 1998.
- Чарльз Гомер Гиблин, SJ. Апокалипсис: Открытая книга пророчества. / Пер. на русский язык: Ольга Меерсон; ред.: Александр Мосин. — Париж—М.: Символ, 1994.

### Статьи в журналах
- Ольга Меерсон. «Ключевой библейский подтекст в эпилоге преступления и наказания». // Достоевский и мировая культура, 30, 2 (2013).
- Ольга Меерсон. «Котлован / Котлован: Ошибки перевода как подсказки интерпретации». // Ульбандус Обзор, 14 (2011 год).
- Ольга Меерсон, Ричард Певеар и Лариса Волохонская (пер.) Литургическое наследие отца Александра Шмемана. // Свято-Владимирский Богословский ежеквартальный вестник, 53, 3 фев. (2009 год). — С. 353—368.
- Ольга Меерсон. Литургическое наследие прот. Александра Шмемана. / Ред.: о. Романо Скальфи, Джованна Парравичини // Новая Европа. — № 20 , 2008 (2008 год). — С. 108—119.
- Ольга Меерсон. Интертекст как экзоскелет: случай мадам дю Барри и «дамы с камелиями» в «Идиоте». // Достоевский и мировая культура, 23 (2007 год). — С. 85—106.
- Ольга Меерсон, Ирина Микаэлян. Почему Герман пришел на похороны графини: глагол иметь и два его значения в русском языке. // Известия ОЛИа (Журнал Отделения языка и литературы Академии наук). — М.: декабрь 2003.
- Ольга Меерсон. Неостранение Андрея Платонова. // Очерки по поэтике. Журнал британского кружка неоформалистов. — 26, 2001. — С. 21—37.
- Ольга Меерсон. Библейские интертексты у Достоевского. Кощунство или апофатическое благочестие? // Достоевский и мировая культура. — 12 , 1999. — С. 39—51.
- Ольга Меерсон. Рифмы, квазирифмы и призраки рифм в пушкинском «Моцарте и Сальери». // Гуманитарные науки в Сибири. — 4, 1999.
- Ольга Меерсон. Иволгин и Гольбейн: Нехристос Воскресший против Христа Невоскресшего. // Славянский и Восточноевропейский журнал. — 39, 2 (1995). — С. 200—213.
- Ольга Меерсон. Третий полицейский Фланна О’Брайена: апофатическая картография ада. // Первый час, Журнал святоотеческого общества. — 5, 1994. — 11 марта.
- Ольга Меерсон. Литературный генезис оправдания убийства: от потомков к предкам. // Толстоведческий журнал. — VII, 1994.
- Ольга Меерсон. Ветхозаветный плач в монологе подпольщика: опровержение экзистенциалистского чтения записок из подполья. // Славянский и Восточноевропейский журнал. — 36, 3 (1992). — С. 317—322.

### Статьи/главы в книгах
- Ольга Меерсон. Теоретизирование против преподавания теории литературы: что делать с преступлениями и наказаниями? // Festschrift в честь Роберта Л. Белкнапа, Эванстаун: Northwestern UP, 2012.
- Ольга Меерсон. Библейские и литургические подтексты в 'Котловане' как мотивировка поведения героев и тона рассказчика. // Diesseits und jenseits der Utopien. Андрей Платонов — ein Autor zwischen allen Stühlen. — Конференция (9—11.10.2008), 71—83. Мюнхен — Берлин: Verlag Otto Sagner / Wiener Slawistischer Almanach. — Bd. 63, 2009.
- Ольга Меерсон. Достоевский и Гоголь: Ещё о теории пародии. Вий и Кроткая — одна и та же красота в гробу. // Sub specie tolerantiae: Памяти Владимира Артемовича Туниманова. — СПб.: Наука: Институт русской литературы, Пушкинский дом, Российская академия наук, 2008.
- Ольга Меерсон. Четвёртый брат или козёл отпущения ex machina? // Роман Ф. М. Достоевского «Братья Карамазовы». Современное состояние изучения / под редакцией Т. А. Касаткиной. — М.: Наука, 2007. — С. 565—604.
- Ольга Меерсон. Набоков-Апологет: Защита Лужина или защита Достоевского?. // Достоевский и XX век / Достоевский и XX век. — М.: Институт издательского дела мировой литературы/Институт мировой литературы, 2007. — С. 358—381.
- Ольга Меерсон. Женихи Достоевского в защиту Лужина Набокова. // Достоевский и XX век. — М.: Комитет Достоевского, ИМЛИ (Институт мировой литературы), 2007.
- преподобный Майкл А. Меерсон, Ольга Меерсон и др. Тропы в церковно-славянской литургии и то, как их воспринимают русскоязычные. // Эстетика как религиозный фактор в восточном и западном христианстве: избранные материалы международной конференции, состоявшейся в Утрехтском университете христианских исследований. / Ред.: Уильям Питер Ван Ден Беркен, Джонатан Саттон. (Ранние христианские исследования, 167—178. Утрехт, Голландия: Peeters Publishing, 2006).
- Ольга Меерсон. Как Достоевский вписывает «Не убий» в сердце убийцы: усвоенное табу декалога; оно из «этого». // Преступление и наказание Федора Достоевского. — Брумолл, Пенсильвания: издательство Chelsea House, 2004.
- Ольга Меерсон. Москва, ты кто? Хлебников и Платонов. // Творчество Андрея Платонова. Исследования и материалы. — Т. 3ю — С. 205—213. — СПб.: Наука, Институт русской литературы Пушкинского дома РАН, 2004.
- Ольга Меерсон. «Москва, ты кто?» Велимира Хлебникова? и «Счастливая Москва» Андрея Платонова: одинаковые вопросы без ответов. // Творчество Андрея Платонова (Интертексты). — Т. 3. — С. 205—213. — СПб.: Институт русской литературы, Пушкинский дом/Пушкинский дом, 2004.
- Ольга Меерсон. Христос или Князь-Христос? Свидетельство генерала Иволгина. // Идиот: Современное состояние изучения. — М.: Комитет ИМЛИ по Достоевскому, 2001.
- Ольга Меерсон. Сила откровений: раскрытие подтекста в произведении Николая Лескова «Запечатанный ангел». // Die Wirklichkeit der Kunst und das Abenteuer der Interpretation: Festschrift for Horst Jürgen Gerigk. — S. 231—246. — Гейдельберг: Universitaetsverlag, Клаус Мангер, 1999.
- Ольга Меерсон. Богослужебные цитаты и подтексты, как внутренние, так и в светской русской литературе. // Предстоящие. — Лос-Анджелес, Калифорния: Славянские исследования Калифорнийского университета в Лос-Анджелесе, новая серия, 2013.
- Ольга Меерсон. «Вий» Гоголя и «Кроткая» Достоевского: Мертвые души против бедных (женщин) людей. // Ещё о теории пародии. — Будапешт: IDS, 2010.
- Ольга Меерсон. Теоретизирование против преподавания теории литературы: что делать с преступлениями и наказаниями?. — Нью-Йорк: Институт Гарримана, Колумбийский университет, 2010.
- Ольга Меерсон. Псалом 50/51: против 8/6: и надписи на псалмах: еврейский образ мышления против греческого. — М.: Российский государственный гуманитарный университет и Московская школа экономики. в комментариях, 2007.
- Ольга Меерсон. Тропы в православной литургической поэтике и их восприятие русским ухом. — С. 167—177. — Утрехт, Голландия: Левен; Париж; Дадли, Массачусетс: Питерс, 2005.

### Отредактированные книги
- Душа и другие истории, Андрей Платонов. — Нью-Йорк: NYRB (Нью-Йоркский обзор книг), 2007.
- Душа. — Лондон: Harvill Press, 2003.

### Статьи, доступные на сайте Academia.edu
- The Adolescent as a Sentimental Education Dostoevsky’s Novel The Adolescent: Current State of Research, 2022
- Нина Перлина. Тексты-картины и экфразисы в романе Достоевского «Идиот» / Nina Perlina. Textual Pictures and Ekphrases in Dostoevsky’s «The Idiot.» Нина Перлина. Тексты-картины и экфразисы в романе Достоевского «Идиот» / Nina Perlina. Textual Pictures and Ekphrases in Dostoevsky’s «The Idiot.» StPb: Aletheia, 2017. 288 pages.(Olga Meerson
- Почему Германн решил пойти на похороны графини: об одном случае употребления глагола ИМЕТЬ. by Olga Meerson and Irina Mikaelian
- A Reply to Irina Lvova’s Article «Dostoevsky’s Motifs in William Faulkner’s Short Story Tomorrow» Dostoevsky and World Culture. Philological journal
- Russian magic tales from Pushkin to Platonov by Robert Chandler, Sibelan Forrester, and Olga Meerson
- Raskolnikov and the Aqedah (Isaac’s Binding)
- Deborah Martinsen: In Memoriam Dostoevsky and World Culture. Philological journal, 2022
- Crime and Punishment in War and Peace: The Counter-Chronological Etiology of the Murder-Apologia Disease Dostoevsky and World Culture. Philological journal, 2022
- Old Testament Lamentation in the Underground Man’s Monologue: A Refutation of the Existentialist Reading of Notes from the Underground The Slavic and East European Journal, 1992
- Sobesedniki na piru: Stat’i o russkoi literature The Slavic and East European Journal, 1999
- Po tu storonu Sambationa: Etiudy o russko-evreiskikh kul’turnykh. iazykovykh i literaturnykh kontaktakh v X—XVI vekakh The Slavic and East European Journal, 1997
- Dostoevsky and Platonov : the importance of the omitted
- XX. Raskolnikov and the Aqedah (Isaac’s Binding) Dostoevsky Beyond Dostoevsky, Dec 31, 2019
- ≪ Svobodnaia veshch'≫ : Poetika neostraneniia u Andreia Platonovaby Ol’ga Meerson
- 3. Text, then Theory. Theorizing vs. Teaching Literary Theory: What Is to Be Done with Crime and Punishment?
- Research paper thumbnail of The Adolescent as Sentimental Education The Adolescent as Sentimental Education Dostoevsky and world culture. Philological journal
- Biblical Subtexts as Arbiters for Ambiguous Passages Dostoevsky and World Culture. Philological journal
- Ivolgin and Holbein: Non-Christ Risen vs. Christ Non-Risen
- The Brothers Karamazov. Worlds of the Novelby Robin Feuer Miller
- Vladimir Nabokov’s Transformations of Dostoevskij in The Defense : Zaščita Lužina or Zaščita Dostoevskogol Zeitschrift für Slawistik, 2000